# 月蝕紀列伝
『月蝕紀列伝』（げっしょくきれつでん）は、南房秀久による日本のライトノベル。イラストは2巻までは沢田一が、3巻以降は井上純弌がそれぞれ担当した。富士見ファンタジア文庫（富士見書房）より1996年8月から2000年2月まで刊行された。

## あらすじ
「古き民」が鍛えた武器を手にした4人が出会い、それぞれの道へと歩を進める。

## 登場人物
フレオリック
氷剣「グリード」を振るう黒衣の剣士。その首には金貨三千枚もの賞金がかけられている。
ピュティア
盗賊の少女。フレオリックと出会い、その剣の腕を利用しようと半ば無理矢理フレオリックに同行する。
セイル・グレイ
元は＜至神智教団＞に所属しており、最高の魔道士の証「マギの杖」を授かるほどの凄腕の魔道士。現在は異端者として教団から追われる立場になっている。
シャインデル
元・百人隊長。現在はある罪で賞金首。
サイベル
「血塗れの貴婦人」という二つ名を持つ。女性。

## 既刊一覧
- 南房秀久（著）・沢田一（イラスト、2巻まで）・井上純弌（イラスト、3巻以降）、富士見書房〈富士見ファンタジア文庫〉、全11巻
  - 『月蝕紀列伝1 氷刃のフレオリック』、1996年8月20日発売[1]、ISBN 4-8291-2695-7
  - 『月蝕紀列伝2 暗殺者フレオリック』、1997年8月20日発売[2]、ISBN 4-8291-2749-X
  - 『月蝕紀列伝3 異端の魔道士セイル』、1998年1月20日発売[3]、ISBN 4-8291-2791-0
  - 『月蝕紀列伝4 決闘者フレオリック』、1998年6月18日発売[4]、ISBN 4-8291-2821-6
  - 『月蝕紀列伝6 炎狼のシャインデル』、1998年9月18日発売[5]、ISBN 4-8291-2837-2
  - 『月蝕紀列伝6 炎狼のシャインデル』、1998年12月17日発売[6]、ISBN 4-8291-2858-5
  - 『月蝕紀列伝7 迷宮のフレオリック』、1999年5月18日発売[7]、ISBN 4-8291-2886-0
  - 『月蝕紀列伝8 紅の貴婦人サイベル』、1999年8月10日発売[8]、ISBN 4-8291-2909-3
  - 『月蝕紀列伝 氷剣悲歌』、1999年11月15日発売[9]、ISBN 4-8291-2928-X
  - 『月蝕紀列伝9 終焉の叛逆者（上）』、2000年1月14日発売[10]、ISBN 4-8291-2945-X
  - 『月蝕紀列伝10 終焉の叛逆者（下）』、2000年2月14日発売[11]、ISBN 4-8291-2950-6